# Alien Predators
Alien Predators è un  film del 1987, diretto da Deran Sarafian. È una storia di ambientazione fantascientifica.

## Trama
Dei parassiti alieni infestano le città spagnole e le vittime si trasformano per colpa del virus che trasportano. Per frenare l'attacco, alcuni scienziati indagano, sviluppando un vaccino che deve essere sperimentato prima di essere utilizzato.